# Ideális gáz
Az ideális gáz a fizikában használt absztrakció: a gázok olyan, egyszerűsített modelljét írja le, amelynek a termodinamikai viselkedése egyszerű kinematikai eszközökkel írható le. A reális gázok többé vagy kevésbé közelítik meg az ideális állapotot (a leginkább ideális gáz jelenlegi tudásunk szerint a hélium). Az ideális gázokat a fizikai kémiában célszerűbb tökéletes gáznak nevezni, mivel az ideális jelzőt az elegyek jellemzésére használják.
Az ideális gázok részecskéi folytonos, egyenes vonalú, egyenletes mozgást végeznek, közben ütköznek egymással és az edény falával is (ezek tökéletesen rugalmas ütközések, tehát nem vész el energia az ütközéseknél – természetesen ilyen sem fordul elő a valóságban), innen származik az „ideális” gázok nyomása.

## A modell
A gázok törvényszerűségei leírhatók a mozgó testekre vonatkozó fizikai törvényekkel, ha feltételezzük az ideális voltukat, amihez a következő kritériumoknak kell teljesülniük:
- a gázmolekulák saját térfogata elhanyagolható a gáz által betöltött térfogathoz képest (tehát szinte kiterjedés nélküliek);

- a gázmolekulák az ütközésektől eltekintve sem vonzó, sem taszító hatást nem fejtenek ki egymásra;

- a gázmolekulák egymással, illetve az edény falával való ütközése teljesen rugalmas;

- a gázmolekulák átlagos sebességét és kinetikai energiáját kizárólag a gáz hőmérséklete adja meg;

- azonos hőmérsékleten azonos számú gázmolekula kinetikai energiája megegyezik, és független a gáz anyagi minőségétől.

Az ideális gázokra és csak az ideális gázokra teljesül az egyesített gáztörvény (illetve tökéletesen az Avogadro-törvény is csak ezekre jellemző).
Számításoknál a gázokat – első közelítésben – általában ideális gázoknak tekintjük. A légnemű közegek jellemzően akkor közelítik meg a tökéletes gázokra jellemző tulajdonságokat, ha a hőmérsékletük nagyobb a kritikus hőmérsékletüknél (ahol a párolgáshő nulla). Azokat a légnemű anyagokat, amelyeknek a hőmérséklete a kritikus hőmérséklet alatti, és így képesek a kondenzációra, gőznek hívjuk.

### Külső hivatkozások
- Letölthető interaktív Java szimuláció a gázok tulajdonságairól magyarul. Elérés: magyarázó oldalon át Archiválva 2012. november 10-i dátummal a Wayback Machine-ben vagy közvetlenül a PhET-től. A kinetikus elméletet tükrözi.